# 주오 자동차도

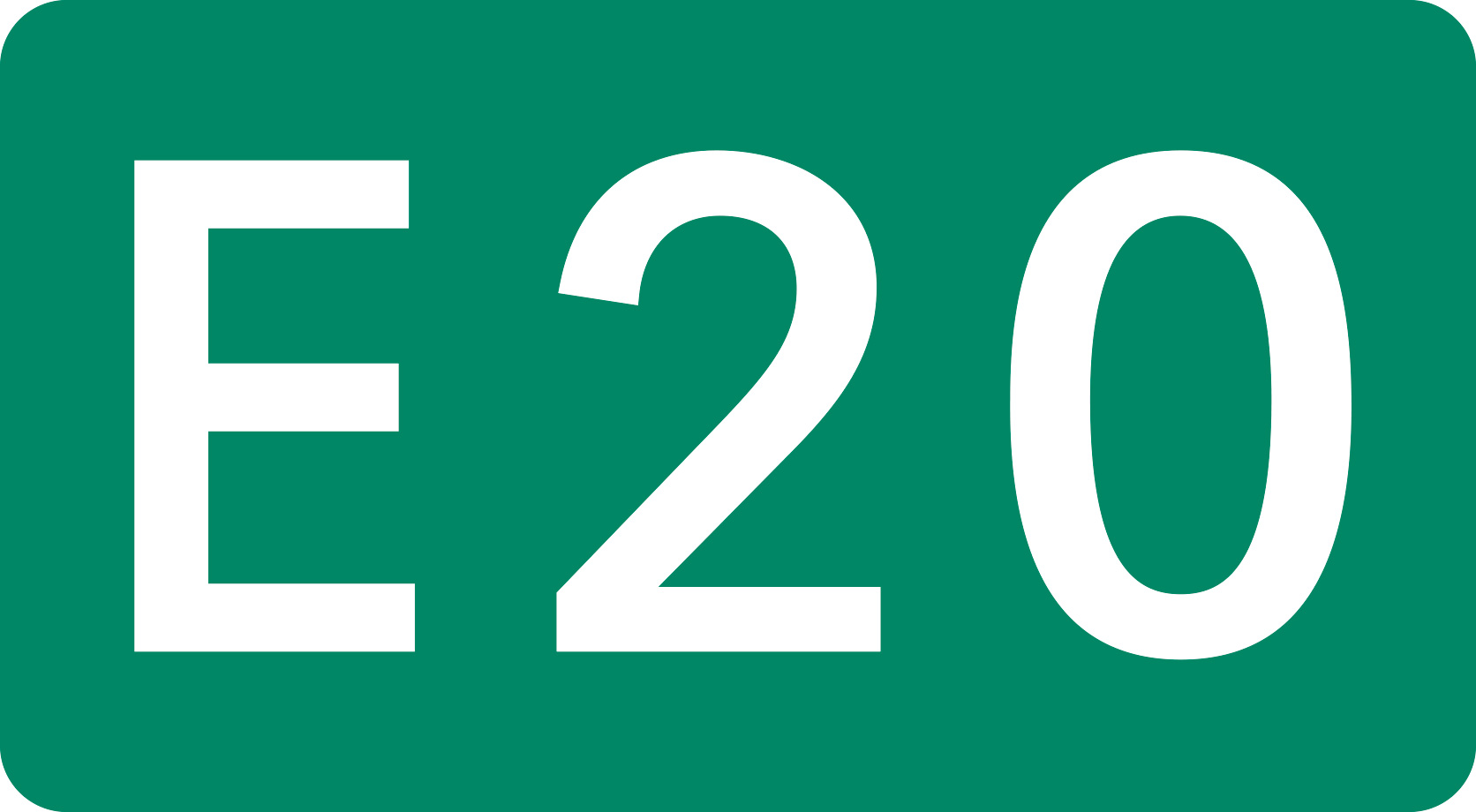
다카이도 나들목에서 오카야 분기점까지 이어주는 구간에 한하여 표시하고 있는 고속도로 넘버링 관련 표지판.

주오 자동차도(일본어: 中央自動車道, ちゅうおうじどうしゃどう 주오지도샤도[*], 중앙자동차도)는 도쿄도와 야마나시현 후지요시다시, 효고현 니시노미야시, 나가노현 나가노시를 연락하는 국토 개발 간선자동차도이며, 이들 가운데 도쿄 도 세타가야구와 후지요시다 시 및 아이치현 고마키시를 묶는 일본의 고속도로(고속자동차국도)이다. 간단히 주오도(일본어: 中央道, ちゅうおうどう 주오도[*])로도 부른다.

## 개요
구가도의 고슈 가도 및 나카센도에 대략적으로 따르는 형태로 정비된 고속도로이다. 대부분의 구간(도로명의 주오 자동차도로서는 전구간)을 중일본 고속도로(NEXCO 중일본)가 관리·영업하고 있다.
개통 당시에는 도메이 고속이나 메이신 고속과 동일하게 주오 고속도로라는 명칭이 쓰이곤 했지만 개통 당초의 잠정 2차선 대면 통행의 상태라도 "고속"이라는 호칭에 의해 속도초과에 의한 교통 사고가 빈발하자 "고속도로"를 포함하지 않는 주오 자동차도라는 호칭으로 바뀌었다는 일화가 있다. (질문 일부의 정보판 등의 표식에 "주오 고속"의 표기를 사용하고 있는 것도 있다.) 한편 그 뒤 개통한 고속도로에서는, 메이신 고속과 병행되는 신메이신 고속을 제외하고는 도로 명칭으로 "00고속도로"를 채용하는 경우는 없고 "00자동차도"에 일치되고 있다.
수도권의 방사 방향 고속도로(9방사) 가운데 유일하게 도심부(수도고속도로와 접속하는 구간)가 4차선이기 때문에 심각한 정체가 일어나기도 한다. 연선에는 사가미코나 가와구치 호 등 리조트 땅이 많은 것부터 평일과 주말의 이용 차량 대수의 차이가 크고, 관광 시즌의 토요일·일요일의 정체가 다른 노선보다 두드러진다. 또 다카이도 나들목 ~ 하치오지 나들목은 평일·휴일 막론하고 교통량이 대단히 많다. 하치오지 나들목 이동은 평일에도 정체를 많이 빚는다.
또 오카다니 분기점 이서의 구간에 대해서는 나가노도, 조신에쓰도(고쇼쿠 분기점 이북)로 조합시켜서 태평양 측과 동해 측(주쿄권과 니가타현 조에쓰 지방)을 잇는 노선으로서의 역할도 겸비하고 있다.

### 노선명과 도로명
고속자동차국도의 노선명으로서의 주오 자동차도는 도쿄 도를 기점에 3방향에 분기되는 후지요시다 선·니시미야 선·나가노 선의 3노선으로 이루어진다.
| 노선명        | 기점               | 주요 경유지                                                                                               | 주요 경유지                                     | 비고          |
| ------------- | ------------------ | --- | ----------------------------------------------- | ------------- |
| 후지요시다 선 | 도쿄 도 스기나미구 | 도쿄 도 세타가야구 미타카시 조후시 후추시 구니타치시 히노시 하치오지시 사가미하라시 우에노하라시 오쓰키시 | 쓰루시 야마나시현 미나미쓰루군 후지카와구치코정 | 후지요시다 시 |
| 니시미야 선   | 도쿄 도 스기나미구 | 고슈시 후에후키시 고후시 가이시 니라사키시 호쿠토시 지노시 스와시 오카야시                                | 쓰루시 야마나시현 미나미쓰루군 후지카와구치코정 | 니시노미야 시 |
| 나가노 선     | 도쿄 도 스기나미구 | 고슈시 후에후키시 고후시 가이시 니라사키시 호쿠토시 지노시 스와시 오카야시                                | 시오지리시 마쓰모토시 아즈미노시 지쿠마시       | 나가노 시     |

### 도메이 고속과의 비교
주오 자동차도와 동일하게 도쿄와 나고야를 묶는 또 하나의 고속도로가 도메이 고속도로이다. 이 때문에 주오도와 도메이 고속은 상호의 대체가 되는 기능을 짊어지고 있다. 이들 고속의 거리는 거의 마찬가지이다.(주오도의 다카이도 나들목 ~ 고마키 분기점이 344 km, 도메이 고속의 도쿄 나들목 ~ 고마키 분기점이 340 km) 이 때문에 도메이 집중 공사가 행하여질 때는 NEXCO 중일본의 웹 사이트나 휴게소·PA의 각시설에서 주오도의 우회를 촉진시키는 메시지가 게재되는 것 이외에 요금조정도 행하여진다.
그러나 도메이 고속이 가나가와·시즈오카 현 경계부근을 제외해 비교적 평탄한 루트를 통하는 것에 비해 주오도는 산지부를 통하기 때문에 커브나 구배, 장대 터널이 많다. 또 주오도는 동계에는 눈에 의한 스노 체인 규제나 통행금지도 자주 발생한다. 게다가 주오도는 기점의 도쿄 측에서도 대부분이 4차선 구간이다. 이 구간의 통과에는 3시간 이상 걸리는 대정체(시기에 따라서는 50 km 가까이에 달할때도 있다.)를 자주 야기한다. 이들의 이유로 중장거리 수송에는 도메이 고속을 이용하는 경향에 있다.
한편, 수도권과 주쿄 이서를 잇는 야행 고속버스에서는 수도권의 발착 땅에 따라서 주오도와 도메이 고속을 가려 쓰는 경향이 있다. 구체적으로는 신주쿠역·이케부쿠로역·다마 지역·사이타마 발착은 주오도 경유, 도쿄역·시부야역·요코하마 발착은 도메이 고속 경유가 많다.

### 주오도를 무대로 한 작품
"주오 프리웨이" (마쓰토야 유미)
앨범 "The 14th Moon" 수록. 주오도를 하치오지를 향해서 달리는 후주 부근의 풍경이 노래로 불렸다.

## 경유지
본선
- 도쿄도
  - 스기나미구 - 세타가야구 - 미타카시 - 세타가야 구 - 미타카 시 - 조후시 - 미타카 시 - 조후 시 - 후추시 - 구니타치시 - 후추 시 - 구니타치 시 - 히노시 - 하치오지시
- 가나가와현
  - 사가미하라시(미도리구)
- 야마나시현
- 우에노하라시 - 오쓰키시 - 쓰루시 - 고슈시 - 후에후키시 - 코슈시 - 후에후키 시 - 고후시 - 주오시 - 나카코마군 쇼와정 - 카이시 - 고후시 - 카이 시 - 니라사키시 - 호쿠토시
- 나가노현
  - 스와군 후지미정 - 지노시 - 스와군 하라촌 - 지노시 - 스와시 - 오카야시 - 가미이나군 다쓰노정 -가미이나군 미노와정 - 가미이나군 미나미미노와촌 - 이나시 - 가미이나 군 미나미미노와 촌 - 이나시 - 가미이나 군 미야다촌 - 이나시 - 가미이나 군 미야다 촌 - 고마가네시 - 가미이나 군 이이지마 정 - 시모이나군 마쓰카와정 - 시모이나군 다카모리 정 - 이이다 시 - 시모이나군 아치촌
- 기후현
  - 나카쓰가와시 - 에나시 - 미즈나미시 - 도키시 - 다지미시
- 아이치현
  - 가스가이시 - 고마키시 - 가스가이 시 - 고마키 시 - 가스가이 시 - 고마키 시 - 가스가이 시 - 고마키 시

후지요시다 선
- 야마나시현
  - 오쓰키시 - 쓰루시 - 미나미쓰루군 니시카쓰라정 - 즈루 시 - 미나미쓰루 군 니시카쓰라 정 - 후지요시다시 - 미나미쓰루군 후지카와구치코정 - 후지요시다 시

## 주요 접속 도로
본선
- 수도고속도로 4호선 신주쿠 선(다카이도 나들목에서 직결)
- 도쿄외곽환상 도로(주오 분기점에서 접속 : 계획 중）
- 수도권중앙연락 자동차도(하치오지 분기점에서 접속)
- 후지요시다 선(오쓰키 분기점에서 접속)
- 주부 횡단 자동차도(후타바 분기점에서 접속)
- 주부 횡단 자동차도(나가사카 분기점에서 접속 : 계획 중）
- 나가노 자동차도(오카다니 분기점에서 접속)
- 산엔난신 자동차도(이이다야마모토 나들목에서 접속)
- 도카이 환상 자동차도(도키 분기점에서 접속)
- 도메이 고속도로(고마키 분기점에서 접속)

후지요시다 선
- 본선(오쓰키 분기점에서 접속)
- 히가시후지고코 도로(후지요시다 나들목에서 직결)

## 시설물
- 번호의 배경색이 ■인 구간은 공식 구간이다.
- ■는 설비가 공용이 아니거나 건설중 또는 계획중인 곳을 뜻한다.
- ○는 운용중인 버스 정류장이며, ◆는 휴지(休止)중인 버스 정류장이다.
- ■는 스마트 나들목을 뜻한다.

### 본선
| 번호                                              | 이름                                                  | 일본어 이름                                       | 구간 거리                                         | 누적 거리                                         | 접속 노선                                                           | 버스 정류장                                       | 소재지                                            | 소재지                                            | 비고                                              |
| 수도고속도로 4호선 신주쿠 선과 직결 (신주쿠 방면) | 수도고속도로 4호선 신주쿠 선과 직결 (신주쿠 방면)     | 수도고속도로 4호선 신주쿠 선과 직결 (신주쿠 방면) | 수도고속도로 4호선 신주쿠 선과 직결 (신주쿠 방면) | 수도고속도로 4호선 신주쿠 선과 직결 (신주쿠 방면) | 수도고속도로 4호선 신주쿠 선과 직결 (신주쿠 방면)                   | 수도고속도로 4호선 신주쿠 선과 직결 (신주쿠 방면) | 수도고속도로 4호선 신주쿠 선과 직결 (신주쿠 방면) | 수도고속도로 4호선 신주쿠 선과 직결 (신주쿠 방면) | 수도고속도로 4호선 신주쿠 선과 직결 (신주쿠 방면) |
| ------------------------------------------------- | ----------------------------------------------------- | ------------------------------------------------- | ------------------------------------------------- | ------------------------------------------------- | ------------------------------------------------------------------- | ------------------------------------------------- | ------------------------------------------------- | ------------------------------------------------- | ------------------------------------------------- |
| 1                                                 | 다카이도 나들목                                       | 高井戸IC                                          |                                                   | 0.0                                               | 도쿄 도도 제14호선                                                  |                                                   | 도쿄도                                            | 스기나미구                                        | 하치오지 방면에만 출구 설치                       |
| -                                                 | 주오 분기점                                           | 中央JCT                                           |                                                   |                                                   |                                                                     |                                                   | 도쿄도                                            | 미타카시                                          |                                                   |
| -                                                 | 미타카 요금소/버스 정류장                             | 三鷹TB/BS                                         |                                                   | 4.0                                               |                                                                     | ○                                                 | 도쿄도                                            | 미타카시                                          | 하치오지 방면 본선 요금소                         |
| -                                                 | 진다이지 버스 정류장                                  | 深大寺BS                                          |                                                   | 6.0                                               |                                                                     |                                                   | 도쿄도                                            | 조후시                                            |                                                   |
| 3                                                 | 조후 나들목                                           | 調布IC                                            |                                                   | 7.7                                               | 국도 제20호선(고슈 가도)                                            |                                                   | 도쿄도                                            | 조후시                                            |                                                   |
| 3-1                                               | 이나기 나들목                                         | 稲城IC                                            |                                                   | 10.0                                              | 가나가와 현도·도쿄 도도 제9호선                                     |                                                   | 도쿄도                                            | 후추시                                            |                                                   |
| 38                                                | 후추 버스 정류장                                      | 稲城BS                                            |                                                   | 11.5                                              |                                                                     | ○                                                 | 도쿄도                                            | 후추시                                            |                                                   |
| 4                                                 | 구니타치후추 나들목                                   | 国立稲城IC                                        |                                                   | 17.0                                              | 국도 제20호선(히노 바이패스)                                        |                                                   | 도쿄도                                            | 구니타치시                                        |                                                   |
| -                                                 | 히노 버스 정류장                                      | 日野BS                                            |                                                   | 20.0                                              |                                                                     | ○                                                 | 도쿄도                                            | 히노시                                            |                                                   |
| -                                                 | 이시카와 간이 휴게소                                  | 石川PA                                            |                                                   | 23.3 23.5                                         | 기타큐슈 고속도로 제4호선 후쿠오카 현도 제72호선                    |                                                   | 도쿄도                                            | 하치오지시                                        | 다카이도 방면 하치오지 방면                       |
| 5-1                                               | 하치오지 제1출구                                      | 八王子第1出口                                     |                                                   | 25.8                                              | 국도 제16호선(하치오지 바이패스)                                    |                                                   | 도쿄도                                            | 하치오지시                                        | 다카이도 방면의 출구                              |
| 5-2                                               | 하치오지 제2출구                                      | 八王子第2出口                                     | 국도 제16호선(도쿄 환상 선)                       | 25.8                                              |                                                                     |                                                   | 도쿄도                                            | 하치오지시                                        | 다카이도 방면의 출구                              |
| 5                                                 | 하치오지 나들목/요금소                                | 八王子IC/TB                                       | 국도 제16호선(도쿄 환상 선)                       | 25.8                                              |                                                                     |                                                   | 도쿄도                                            | 하치오지시                                        |                                                   |
| -                                                 | 모토하치오지 버스 정류장                              | 元八王子BS                                        |                                                   | 31.0                                              |                                                                     | ○                                                 | 도쿄도                                            | 하치오지시                                        |                                                   |
| -                                                 | 모토하치오지 나들목                                   | 元八王子BS                                        |                                                   | 33.2                                              | 도쿄 도도 제61호선                                                  | ○                                                 | 도쿄도                                            | 하치오지시                                        | 계획중(미착공, 착공시기 미정)                     |
| 6                                                 | 하치오지 분기점                                       | 元八王子JCT                                       |                                                   | 36.0                                              | 수도권 중앙 연락 자동차도                                           |                                                   | 도쿄도                                            | 하치오지시                                        |                                                   |
| 7                                                 | 사가미코히가시 출구                                   | 相模湖東出口                                      |                                                   | 42.4                                              | 국도 제20호선                                                       |                                                   | 가나가와현                                        | 사가미하라시                                      | 도쿄 방면에 설치                                  |
| -                                                 | 사가미코 버스 정류장                                  | 相模湖BS                                          |                                                   | 42.9                                              |                                                                     | ○                                                 | 가나가와현                                        | 사가미하라시                                      |                                                   |
| 8                                                 | 사가미코 나들목                                       | 相模湖IC                                          |                                                   | 45.4                                              | 국도 제20호선                                                       |                                                   | 가나가와현                                        | 사가미하라시                                      |                                                   |
| -                                                 | 후지노 간이 휴게소                                    | 藤野PA                                            |                                                   | 46.5                                              |                                                                     |                                                   | 가나가와현                                        | 사가미하라시                                      |                                                   |
| 9                                                 | 우에노하라 나들목                                     | 上野原IC                                          |                                                   | 50.3                                              | 야마나시 현도 제35호선                                              |                                                   | 야마나시현                                        | 우에노하라시                                      |                                                   |
| -                                                 | 단고자카 휴게소/노타지리 버스 정류장                  | 談合坂SA/野田尻BS                                 |                                                   | 55.6 57.7                                         |                                                                     |                                                   | 야마나시현                                        | 우에노하라시                                      | 나고야 방면 도쿄 방면                             |
| -                                                 | 사루하시 버스 정류장                                  | 猿橋BS                                            |                                                   | 65.1                                              |                                                                     | ○                                                 | 야마나시현                                        | 오쓰키시                                          |                                                   |
| 10                                                | 오쓰키 나들목                                         | 大月IC                                            |                                                   | 70.4                                              | 국도 제20호선                                                       |                                                   | 야마나시현                                        | 오쓰키시                                          |                                                   |
| 11                                                | 오쓰키 분기점                                         | 大月JCT                                           |                                                   | 71.4                                              | 주오 자동차도 후지요시다 선                                         |                                                   | 야마나시현                                        | 오쓰키시                                          |                                                   |
| -                                                 | 마기 버스 정류장                                      | 真木BS                                            |                                                   | 72.8                                              |                                                                     | ○                                                 | 야마나시현                                        | 오쓰키시                                          |                                                   |
| -                                                 | 하쓰카리 간이 휴게소                                  | 初狩PA                                            |                                                   | 74.8                                              |                                                                     |                                                   | 야마나시현                                        | 오쓰키시                                          |                                                   |
| -                                                 | 사사고 버스 정류장                                    | 笹子BS                                            |                                                   | 78.7                                              |                                                                     | ○                                                 | 야마나시현                                        | 오쓰키시                                          |                                                   |
| -                                                 | 가이야마토 버스 정류장                                | 甲斐大和BS                                        |                                                   | 86.4                                              |                                                                     | ○                                                 | 야마나시현                                        | 고슈시                                            |                                                   |
| 12                                                | 가쓰누마 나들목                                       | 勝沼IC                                            |                                                   | 90.5                                              | 국도 제20호선(가쓰누마 바이패스)                                    |                                                   | 야마나시현                                        | 고슈시                                            |                                                   |
| -                                                 | 샤카도 간이 휴게소/버스 정류장                        | 釈迦堂PA/BS                                       |                                                   | 92.8                                              |                                                                     | ○                                                 | 야마나시현                                        | 고슈시                                            |                                                   |
| -                                                 | 가이이치노미야 버스 정류장                            | 甲斐一宮BS                                        |                                                   | 95.2                                              |                                                                     | ○                                                 | 야마나시현                                        | 후에후키시                                        |                                                   |
| 13                                                | 이치노미야미사카 나들목                               | 一宮御坂IC                                        |                                                   | 96.6                                              | 국도 제137호선                                                      |                                                   | 야마나시현                                        | 후에후키시                                        |                                                   |
| -                                                 | 미사카 버스 정류장                                    | 御坂BS                                            |                                                   | 98.7                                              |                                                                     | ○                                                 | 야마나시현                                        | 후에후키시                                        |                                                   |
| -                                                 | 야쓰시로 버스 정류장                                  | 八代BS                                            |                                                   | 101.4                                             |                                                                     | ○                                                 | 야마나시현                                        | 후에후키시                                        |                                                   |
| -                                                 | 사카이가와 간이 휴게소/버스 정류장                    | 境川PA/BS                                         |                                                   | 104.2 104.5                                       |                                                                     | ○                                                 | 야마나시현                                        | 후에후키시                                        | 도쿄 방면 나고야 방면                             |
| 14                                                | 고후미나미 나들목/버스 정류장                         | 甲府南IC/BS                                       |                                                   | 106.2                                             | 국도 제358호선                                                      | ○                                                 | 야마나시현                                        | 고후시                                            |                                                   |
| -                                                 | 쇼와 버스 정류장                                      | 昭和BS                                            |                                                   | 112.3                                             |                                                                     | ○                                                 | 야마나시현                                        | 쇼와정                                            |                                                   |
| 15                                                | 고후쇼와 나들목                                       | 甲府昭和IC                                        |                                                   | 113.8                                             | 국도 제20호선(고후 바이패스)                                        |                                                   | 야마나시현                                        | 쇼와정                                            |                                                   |
| 15-1                                              | 후타바 휴게소/스마트 나들목 /후타바히가시 버스 정류장 | 双葉SA/SIC /双葉東BS                              |                                                   | 118.5                                             |                                                                     | ○                                                 | 야마나시현                                        | 가이시                                            |                                                   |
| 15-2                                              | 후타바 분기점                                         | 双葉JCT                                           |                                                   | 120.4                                             | 주부 횡단 자동차도                                                  |                                                   | 야마나시현                                        | 가이시                                            |                                                   |
| -                                                 | 가이 나들목/분기점                                    | 甲斐IC/JCT                                        |                                                   |                                                   | 국도 제20호선(신야마나시 환상 도로)(계획중) 야마나시 현도 제616호선 |                                                   | 야마나시현                                        | 가이시                                            | 계획중                                            |
| 16                                                | 니라사키 나들목/버스 정류장                           | 韮崎IC/BS                                         |                                                   | 125.0                                             | 야마나시 현도 제27호선                                              | ○                                                 | 야마나시현                                        | 니라사키시                                        |                                                   |
| -                                                 | 아케노 버스 정류장                                    | 明野BS                                            |                                                   | 129.5                                             |                                                                     | ○                                                 | 야마나시현                                        | 호쿠토시                                          |                                                   |
| 17                                                | 스타마 나들목/버스 정류장                             | 明野BS                                            |                                                   | 131.4                                             | 야마나시 현도 제41호선                                              | ○                                                 | 야마나시현                                        | 호쿠토시                                          |                                                   |
| -                                                 | 나가사카타카네 버스 정류장                            | 長坂高根BS                                        |                                                   | 140.1                                             |                                                                     | ○                                                 | 야마나시현                                        | 호쿠토시                                          |                                                   |
| 17-1                                              | 나가사카 나들목                                       | 長坂IC                                            |                                                   | 140.7                                             | 야마나시 현도 제32호선                                              |                                                   | 야마나시현                                        | 호쿠토시                                          |                                                   |
| -                                                 | 나가사카 분기점                                       | 長坂JCT                                           |                                                   |                                                   | 주부 횡단 자동차도(계획중)                                          |                                                   | 야마나시현                                        | 호쿠토시                                          | 계획중                                            |
| -                                                 | 야쓰가타케 간이 휴게소/버스 정류장                    | 八ヶ岳PA/BS                                       |                                                   | 143.1                                             |                                                                     | ○                                                 | 야마나시현                                        | 호쿠토시                                          |                                                   |
| 18                                                | 고부치사와 나들목/버스 정류장                         | 小淵沢IC/BS                                       |                                                   | 148.9                                             | 야마나시 현도 제11호선                                              | ○                                                 | 야마나시현                                        | 호쿠토시                                          |                                                   |
| -                                                 | 후지미 버스 정류장                                    | 富士見BS                                          |                                                   | 157.7                                             |                                                                     | ○                                                 | 나가노현                                          | 후지미정                                          |                                                   |
| 19                                                | 스와미나미 나들목                                     | 諏訪南IC                                          |                                                   | 161.5                                             | 나가노 현도 제425호선 나가노 현도 제90호선                          |                                                   | 나가노현                                          | 후지미정                                          |                                                   |
| -                                                 | 주오도하라 간이 휴게소/버스 정류장                    | 中央道原PA/BS                                     |                                                   | 163.8 164.8                                       |                                                                     | ○                                                 | 나가노현                                          | 하라촌                                            | 나고야 방면 도쿄 방면                             |
| -                                                 | 지노 버스 정류장                                      | 茅野BS                                            |                                                   | 169.9                                             |                                                                     | ○                                                 | 나가노현                                          | 지노시                                            |                                                   |
| 20                                                | 스와 나들목                                           | 諏訪IC                                            |                                                   | 172.6                                             | 국도 제20호선(스와 바이패스)                                        |                                                   | 나가노현                                          | 스와시                                            |                                                   |
| -                                                 | 아루가 버스 정류장                                    | 有賀BS                                            |                                                   | 177.3                                             |                                                                     | ○                                                 | 나가노현                                          | 스와시                                            |                                                   |
| -                                                 | 스와코 휴게소                                         | 諏訪湖SA                                          |                                                   | 178.5                                             |                                                                     |                                                   | 나가노현                                          | 스와시                                            |                                                   |
| 21                                                | 오카야 분기점                                         | 岡谷JCT                                           |                                                   | 182.7                                             | 나가노 자동차도                                                     |                                                   | 나가노현                                          | 오카야시                                          |                                                   |
| -                                                 | 가와기시 버스 정류장                                  | 川岸BS                                            |                                                   | 186.0                                             |                                                                     | ○                                                 | 나가노현                                          | 오카야시                                          |                                                   |
| -                                                 | 긴급차량용 출입구                                     | 緊急車両用出入口                                  |                                                   |                                                   |                                                                     |                                                   | 나가노현                                          | 오카야시                                          |                                                   |
| -                                                 | 다쓰노 간이 휴게소/버스 정류장                        | 辰野PA/BS                                         |                                                   | 192.7                                             |                                                                     | ○                                                 | 나가노현                                          | 다쓰노정                                          |                                                   |
| 22                                                | 이호쿠 나들목                                         | 伊北IC                                            |                                                   | 196.7                                             | 국도 제153호선                                                      |                                                   | 나가노현                                          | 다쓰노정                                          |                                                   |
| -                                                 | 미노와 버스 정류장                                    | 箕輪BS                                            |                                                   | 200.5                                             |                                                                     | ○                                                 | 나가노현                                          | 미노와정                                          |                                                   |
| 23                                                | 이나 나들목/버스 정류장                               | 甲府南IC/BS                                       |                                                   | 206.2                                             | 나가노 현도 제476호선 나가노 현도 제87호선                          | ○                                                 | 나가노현                                          | 미나미미노와촌                                    |                                                   |
| -                                                 | 오구로가와 간이 휴게소                                | 小黒川PA                                          |                                                   | 209.1                                             |                                                                     |                                                   | 나가노현                                          | 이나시                                            |                                                   |
| -                                                 | 니시하루치카 버스 정류장                              | 西春近BS                                          |                                                   | 212.2                                             |                                                                     | ○                                                 | 나가노현                                          | 이나시                                            |                                                   |
| -                                                 | 미야다 버스 정류장                                    | 宮田BS                                            |                                                   | 217.4                                             |                                                                     | ○                                                 | 나가노현                                          | 미야다촌                                          |                                                   |
| 24                                                | 고마가네 나들목/버스 정류장                           | 駒ヶ根IC/BS                                       |                                                   | 221.4                                             | 나가노 현도 제75호선                                                | ○                                                 | 나가노현                                          | 고마가네시                                        |                                                   |
| -                                                 | 고마가타케 휴게소                                     | 駒ヶ岳SA                                          |                                                   | 224.7                                             |                                                                     |                                                   | 나가노현                                          | 고마가네시                                        |                                                   |
| -                                                 | 이지마 버스 정류장                                    | 飯島BS                                            |                                                   | 228.7                                             |                                                                     | ○                                                 | 나가노현                                          | 이지마정                                          |                                                   |
| 25                                                | 마쓰카와 나들목/버스 정류장                           | 松川IC/BS                                         |                                                   | 236.7                                             | 나가노 현도 제59호선                                                | ○                                                 | 나가노현                                          | 마쓰카와정                                        |                                                   |
| -                                                 | 다카모리 버스 정류장                                  | 高森BS                                            |                                                   | 243.1                                             |                                                                     | ○                                                 | 나가노현                                          | 다카모리정                                        |                                                   |
| -                                                 | 자코지 간이 휴게소                                    | 座光寺PA                                          |                                                   | 245.3                                             |                                                                     |                                                   | 나가노현                                          | 이다시                                            |                                                   |
| -                                                 | 가미이다 버스 정류장                                  | 上飯田BS                                          |                                                   | 248.9                                             |                                                                     | ○                                                 | 나가노현                                          | 이다시                                            |                                                   |
| 26                                                | 이다 나들목                                           | 飯田IC                                            |                                                   | 252.2                                             | 국도 제153호선(이다 바이패스)                                       |                                                   | 나가노현                                          | 이다시                                            |                                                   |
| 26-1                                              | 이다야마모토 나들목/분기점                            | 飯田山本IC/JCT                                    |                                                   | 257.4                                             | 국도 제153호선 산엔난신 자동차도                                    |                                                   | 나가노현                                          | 이다시                                            |                                                   |
| -                                                 | 아치 간이 휴게소/고마바 버스 정류장                   | 阿智PA/駒場BS                                     |                                                   | 259.8                                             |                                                                     | ○                                                 | 나가노현                                          | 아치촌                                            |                                                   |
| 26-2                                              | 소노하라 나들목                                       | 園原IC                                            |                                                   | 267.0                                             | 나가노 현도 제89호선 나가노 현도 제477호선                          |                                                   | 나가노현                                          | 아치촌                                            | 나고야 방면 출입구                                |
| -                                                 | 에나산 터널                                           | 恵那山TN                                          |                                                   | 271.0                                             |                                                                     |                                                   | 나가노현                                          | 아치촌                                            | 위험물적재차량 통행금지                           |
| -                                                 | 미사카 간이 휴게소/마고메 버스 정류장                 | 神坂PA/馬篭BS                                     |                                                   | 278.9                                             |                                                                     | ○                                                 | 기후현                                            | 나카쓰가와시                                      |                                                   |
| 27                                                | 나카쓰가와 나들목/버스 정류장                         | 中津川IC/BS                                       |                                                   | 288.9                                             | 국도 제19호선                                                       | ○                                                 | 기후현                                            | 나카쓰가와시                                      |                                                   |
| -                                                 | 에나쿄 휴게소                                         | 恵那峡SA                                          |                                                   | 294.4                                             |                                                                     |                                                   | 기후현                                            | 에나시                                            |                                                   |
| 28                                                | 에나 나들목/버스 정류장                               | 恵那IC/BS                                         |                                                   | 298.3                                             | 기후 현도 제68호선                                                  | ○                                                 | 기후현                                            | 에나시                                            |                                                   |
| -                                                 | 뵤부산 간이 휴게소                                    | 屏風山PA                                          |                                                   | 310.2 311.4                                       |                                                                     |                                                   | 기후현                                            | 미즈나미시                                        | 도쿄 방면 나고야 방면                             |
| -                                                 | 미즈나미텐토쿠 버스 정류장                            | 瑞浪天徳BS                                        |                                                   | 314.8                                             |                                                                     | ○                                                 | 기후현                                            | 미즈나미시                                        |                                                   |
| 29                                                | 미즈나미 나들목                                       | 瑞浪IC                                            |                                                   | 316.4                                             | 기후 현도 제47호선                                                  |                                                   | 기후현                                            | 미즈나미시                                        |                                                   |
| 30                                                | 도키 나들목/버스 정류장                               | 土岐IC/BS                                         |                                                   | 320.9                                             | 국도 제21호선                                                       | ○                                                 | 기후현                                            | 도키시                                            |                                                   |
| 30-1                                              | 도키 분기점                                           | 土岐JCT                                           |                                                   | 323.4                                             | 도카이 환상 자동차도                                                |                                                   | 기후현                                            | 도키시                                            |                                                   |
| -                                                 | 고케이잔 간이 휴게소                                  | 虎渓山PA                                          |                                                   | 327.9                                             |                                                                     |                                                   | 기후현                                            | 다지미시                                          | 도쿄 방면                                         |
| 31                                                | 다지미 나들목/버스 정류장                             | 多治見IC/BS                                       |                                                   | 329.7                                             | 국도 제248호선                                                      | ○                                                 | 기후현                                            | 다지미시                                          |                                                   |
| -                                                 | 우쓰쓰토게 간이 휴게소                                | 内津峠PA                                          |                                                   | 336.2                                             |                                                                     |                                                   | 아이치현                                          | 가스가이시                                        |                                                   |
| 37                                                | 고마키히가시 나들목                                   | 小牧東IC                                          |                                                   | 337.8                                             | 아이치 현도 제49호선                                                |                                                   | 아이치현                                          | 고마키시                                          |                                                   |
| -                                                 | 도카다 버스 정류장                                    | 桃花台BS                                          |                                                   | 343.0                                             |                                                                     | ○                                                 | 아이치현                                          | 고마키시                                          |                                                   |
| 23                                                | 고마키 분기점                                         | 小牧JCT                                           |                                                   | 344.9                                             | 도메이 고속도로                                                     |                                                   | 아이치현                                          | 고마키시                                          |                                                   |

### 후지요시다 선
| 번호                                                | 이름                     | 일본어 이름   | 구간 거리 | 누적 거리 | 접속 노선                                  | 버스 정류장                 | 소재지     | 소재지           | 비고 |
| --------------------------------------------------- | ------------------------ | ------------- | --------- | --------- | ------------------------------------------ | --------------------------- | ---------- | ---------------- | ---- |
| 11                                                  | 오쓰키 분기점            | 高井戸IC      |           | 71.4      | 주오 자동차도 본선                         |                             | 야마나시현 | 오쓰키시         |      |
| -                                                   | 오가다야마 버스 정류장   | 小形山BS      |           | 73.2      |                                            | ○                           | 야마나시현 | 쓰루시           |      |
| 1                                                   | 쓰루 나들목/버스 정류장  | 都留IC/BS     |           | 77.6      | 야마나시 현도 705호선 야마나시 현도 40호선 | ○                           | 야마나시현 | 쓰루시           |      |
| -                                                   | 야무라 간이 휴게소       | 谷村PA        |           | 79.4 79.7 |                                            | 오쓰키 방면 후지요시다 방면 | 야마나시현 | 쓰루시           |      |
| -                                                   | 니시카쓰라 버스 정류장   | 西桂BS        |           | 84.7      |                                            | ○                           | 야마나시현 | 니시카쓰라정     |      |
| -                                                   | 시모요시다 버스 정류장   | 下吉田BS      |           | 89.8      |                                            | ○                           | 야마나시현 | 후지요시다시     |      |
| 2                                                   | 가와구치코 나들목        | 河口湖IC      |           | 93.9      | 국도 제139호선                             | 오쓰키 방면 출입구          | 야마나시현 | 후지카와구치코정 |      |
| 3                                                   | 후지요시다 나들목/요금소 | 富士吉田IC/TB |           | 94.9      |                                            | 본선 요금소                 | 야마나시현 | 후지요시다시     |      |
| 히가시후지고코 도로와 직결 (야마나카코 나들목 방면) |                          |               |           |           |                                            |                             |            |                  |      |

## 주요 터널과 교량
본선

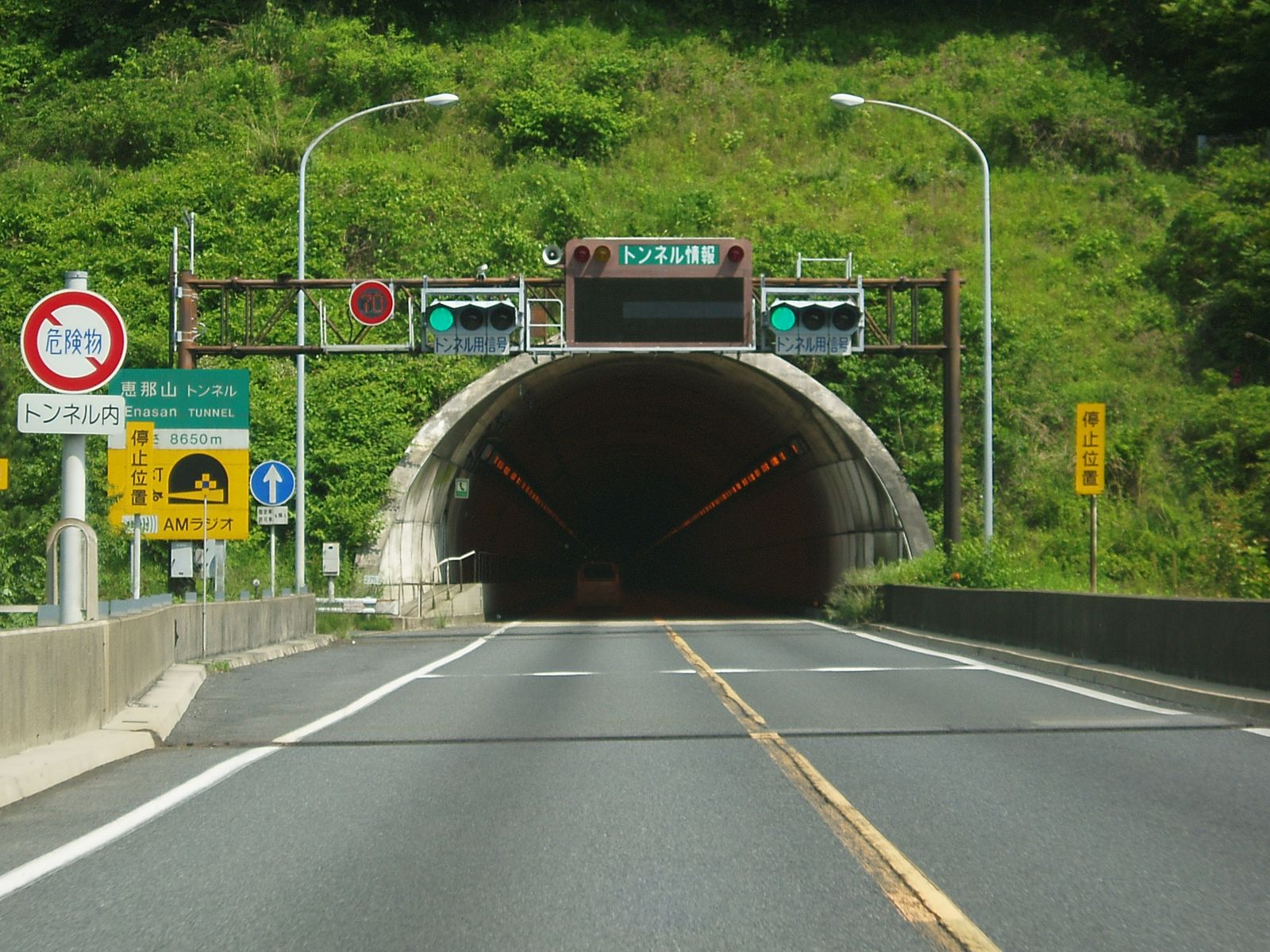
에나산 터널 상행선 입구

- 다마가와 교(국립후주 나들목 ~ 이시카와PA) : 428m
- 고보토케 터널(하치오지 분기점 ~ 사가미코 동출구) : 상행선 1,642m 하행선 2,002m

주말의 정체 명소로 유명하다
- 가즈라노가와 교(단고자카 휴게소 ~ 오쓰키 나들목)
- 사사고 터널(하쓰카리PA ~ 카츠누마 나들목):상행선 4,784m, 하행선 4,717m
- 우스이가와 교(고후미나미 나들목 ~ 고후쇼와 나들목)
- 아가케 터널(아치PA ~ 소노하라 나들목) : 1,940m
- 에나산 터널(소노하라 나들목 ~ 고사카PA) : 상행선 8,649m, 하행선 8,489m

에나산 터널은 8km이상에 미치는 장대 터널이기 때문에 이이다야마모토 나들목 ~ 나카쓰가와 나들목은 위험물적재차량의 통행이 금지되고 있다.(터널에 걸리는 구간은 소노하라 나들목 ~ 나카쓰가와 나들목이지만 소노하라 나들목은 하프 나들목(나고야 방면에 향하는 차량은 퇴출할 수 없다) 때문에 앞의 이이다야마모토 나들목으로부터 규제구간이 된다.) 이 때문에 이 구간을 통과하는 해당 차량은 국도153호·국도 256호·국도 19호 등의 일반 도로를 경유 할 필요가 있다.
후지요시다 선
- 하나사키 터널 : (오쓰키 분기점 ~ 쓰루 나들목) : 상행선 620m, 하행선 702m

## 역사
법령으로 주오도가 정해진 것은 1957년 4월 16일의 국토 개발 종관 자동차도 건설법이 최초이다. 이것은 그로부터 3년 뒤인 1960년에 공포된 도카이도 간선자동차국도건설법보다도 먼저이며, 예정 노선이 정해진 것은 같은 날의 국토 개발 종관 자동차도 주오 자동차도의 예정 노선을 결정짓는 법률이다. 이 법률의 예정 노선의 주오도는 기점이 도쿄 도, 종점이 스이타 시라고 하는 주오자동차도 니시미야 선의 전신이라고도 말할 수 있지만, 그 주된 경과지는 "가나가와 현 쓰쿠이 군 사가미코 정(현 사가미하라시 미도리구) 부근, 후지요시다 시 부근, 시즈오카 현 아베 군 이가와 촌 (현 시즈오카시 아오이구) 부근, 이이다 시 부근, 나카쓰가와 시 부근, 고마키 시 부근, 오가키 시 부근, 오쓰 시 부근, 교토 시 부근"으로 여겨지고 있어, 사가미코 정 ~ 이이다 시는 현재의 루트와는 크게 달라 남알프스를 관통하는 것이었다. 그러나 산지부의 공사비용이 막대한 까닭에 산 주변길이 정말로 실현될 수 있을지 의문이 생기기나 했으나 1962년, 비교적 공사의 난이도가 낮은 후지요시다까지의 기본계획이 3월 31일, 후지요시다 선의 정비 계획이 5월 7일에 정해져, 착공되었다. 그 뒤 "시즈오카 현 아베 군 이가와 촌 부근"이 "스와 시 부근"에 개정되어, 이미 착공되고 있었던 후지요시다 선은 현재의 지선과 같은 노선이 되었다.
그러므로 최초의 개통 시기는 도메이 고속보다 이르지만, 도메이 고속이 착공에서 모든 선로의 개통에 몇 년 밖에 걸리지 않았던 것에 비해, 주오도는 착공부터 전 구간의 개통까지 약 20년 간의 기간이 걸렸다.
- 1967년 12월 15일 : 조후 나들목 ~ 하치오지 나들목 구간 개통
- 1968년 12월 20일 : 하치오지 나들목 ~ 사가미코 나들목 구간 개통
- 1969년 3월 17일 : 사가미코 나들목 ~ 가와구치 호 나들목 구간 개통
  - 하치오지 나들목 ~ 오쓰키 나들목은 현재의 상행 차선, 오쓰키 나들목 ~ 가와구치 호 나들목은 아래 차선을 사용한 대면 통행(잠정 2차선)으로 개통. 당초에는 대면 통행의 고속도로이면서 간이의 격리대가 없고, 또 정지선침범금지규제도 되지 않고 있었기 때문에 오른쪽 차선(반대 차선)으로 추월이 가능했다.
- 1972년
  - 3월 21일 : 야마나시현 오쓰키시의 이와토노 산에서 발생한 대규모 지질 변동으로, 사가미코 나들목과 오쓰키 나들목 사이가 전면 통행금지가 된다. 임시 나들목을 마련하는 것 등을 한 후, 같은 해 7월 22일에 통행금지가 해제될때까지 해당구간의 통행금지는 123일 간에 달했다.
  - 10월 5일 : 다지미 나들목 ~ 고마키 분기점 구간의 개통에 의해 도메이 고속도로와 접속
- 1973년 9월 6일 : 미즈나미 나들목 ~ 다지미 나들목 구간 개통
- 1975년
  - 3월 5일 : 나카쓰가와 나들목 ~ 미즈나미 나들목 구간 개통
  - 8월 23일 : 고마가네 나들목 ~ 나카쓰가와 나들목 구간 개통(아가케 터널과 에나산 터널 구간은 잠정 2차선으로 공용이었다.)
- 1976년
  - 5월 18일 : 다카이도 나들목 ~ 조후 나들목 구간 개통
  - 9월 18일 : 이호쿠(다쓰노) 임시출입구 ~ 고마가네 나들목 구간 개통
  - 12월 19일 : 니라사키 나들목 ~ 고부치자와 나들목 구간 개통
- 1977년 12월 20일 : 오쓰키 분기점 ~ 카쓰누마 나들목 구간 개통
- 1979년 11월 16일 : 고마키히가시 나들목 개통
- 1980년 3월 26일 : 고후쇼와 나들목 ~ 니라사키 나들목 개통
- 1981년 3월 30일 : 고부치자와 나들목 ~ 이호쿠(다쓰노) 임시출입구 구간 개통, 동시에 이호쿠(다쓰노) 임시출입구는 폐쇄되어, 다쓰노PA가 된다.
- 1982년
  - 9월 20일 : 하프 분기점이었던(가와구치 호 방면과 나고야 방면의 왕래는 할 수 없었다) 오쓰키 분기점을 풀 분기점화
  - 11월 10일 : 카쓰누마 나들목 ~ 고후쇼와 나들목이 개통(전구간 개통)[1]
- 1984년 11월 30일 : 오쓰키 분기점 ~ 가와구치 호 나들목 구간의 4차선화. 쓰루 나들목(오쓰키 방면의 출구)개통.
- 1985년 3월 27일 : 아가케 터널, 에나산 터널의 2기 터널 개통(현재의 상행선 터널)
- 1986년
  - 3월 25일 : 오카다니 분기점 ~ 오카다니 나들목 구간 개통
  - 8월 28일 : 히가시후지5호수 도로와 접속
  - 9월 27일 : 나가사카 나들목 개통
- 1988년 3월 5일 : 오카다니 분기점 ~ 오카다니 나들목의 나가노도의 편입에 의해 나가노도와 접속
- 1989년 9월 27일 : 우에노하라 나들목 개통
- 1992년 3월 25일 : 소노하라 나들목 개통
- 1993년 1월 : 단고자카 휴게소의 1차 개축 완료
  - 혼잡이 심했던 단고자카 휴게소에 대해서 하행선 휴게소를 도쿄 방면에 약 2km를 이설, 구 하행선 휴게소 용지를 상행선 휴게소에 전용한 것이다.
- 1995년 4월 14일 : 이나기 나들목 개통
- 2002년 3월 30일 : 후타바 분기점 개통에 의해 주부오단도와 접속
- 2003년 3월 16일 : 우에노하라 나들목 ~ 오쓰키 분기점의 개축 완료
  - 개축의 내용은 사고가 다발하고 있었던 S자형의 커브 부분을 폐지하고 신도(현 상행선)의 신설, 구상행 차선의 하행선전용에 의한 4차선구간의 6~7차선화, 선형개량, 상행선단고자카 휴게소의 개량(폐지된 뒤 밑 줄 부분), 오쓰키 분기점의 짜넣은 구간의 해소이다.
- 2005년
  - 3월 19일 : 도키 분기점 개통에 의해 도카이환상도와 접속
  - 10월 1일 : 일본도로공단의 민영화에 따라 주오도는 전구간 NEXCO 중일본의 관리가 된다.
- 2006년 10월 1일 : 후타바 스마트 나들목 개통
- 2007년 6월 23일 : 하치오지 분기점 개통에 의해 수도권중앙연락 자동차도와 접속, 국토교통성이 내거는 3환상의 1개에 처음으로 접속
- 2008년 4월 13일 : 이이다야마모토 나들목 개통
- 2010년 6월 28일 : 후지요시다 선에서 무료화 사회실험 시작
- 2011년
  - 6월 19일 : 후지요시다 선의 무료화 사회실험 종료.
  - 8월 10일 : 쓰루 나들목 풀 IC화[2]
- 2012년
  - 3월 14일 : 사가미코동 ~ 고보토케 터널의 상행선 3차선화. 전 하치오지 버스 정류장 부근의 하행선에 양보 차로 설치[3]
  - 12월 2일 : 사사고 터널 상행선에서 붕괴 사고가 발생.[4] 자세한 내용은 사사고 터널 붕괴 사고를 참조.

## 도로관리자
- 중일본 고속도로
  - 하치오지 지사 하치오지 보전·서비스센터 : 다카이도 나들목 ~ 우에노하라 나들목

(하치오지 보전·서비스센터 관리 구간은 이밖에 하치오지 바이패스 전구간, 수도권 연락 중앙 자동차도 하치오지 분기점 ~ 아키루노 나들목)
  - 하치오지 지사 오쓰키 보전·서비스센터 : 우에노하라 나들목 ~ 카쓰누마 나들목·오쓰키 분기점 ~ 가와구치 호 나들목(후지요시다 선)

(오쓰키 보전 서비스센터 관리 구간은 이밖에 히가시후지5호수 도로 전구간)
  - 하치오지 지사 고후 보전·서비스센터 : 카쓰누마 나들목 ~ 고부치자와 나들목

(고후 보전 서비스센터 관리 구간은 이밖에 주부오단도 마스호 나들목 ~ 후타바 분기점)
  - 하치오지 지사 마쓰모토 보전·서비스센터 : 고부치자와 나들목 ~ 이호쿠 나들목

(마쓰모토 보전 서비스센터 관리 구간은 이밖에, 나가노도 오카다니 분기점 ~ 도요시나 나들목, 아보토게 도로 전구간)
  - 나고야 지사 이이다 보전·서비스센터:이호쿠 나들목 ~ 나카쓰가와 나들목

(이이다 보전·서비스센터 관리 구간은 이 구간만)
  - 나고야 지사 다지미 보전·서비스센터 : 나카쓰가와 나들목 ~ 고마키히가시 나들목

(다지미 보전 서비스센터 관리 구간은 이밖에 도카이칸조도 도요다마쓰다이라 나들목 ~ 가니미타케 나들목)
  - 나고야 지사 하시마 보전·서비스센터 : 고마키히가시 나들목 ~ 고마키 분기점

(하시마 보전 서비스센터 관리 구간은 이밖에 도메이고속 가스가이 나들목 ~ 고마키 나들목, 메이신고속 고마키 나들목 ~ 세키가하라 나들목, 도카이호쿠리쿠도 이치노미야 분기점 ~ 이치노미야기소가와 나들목)

## 같이 보기

### 일반 주제
- 국토 개발 간선 자동차도
- 일본의 고속도로

### 관련 국도
- 국도 제19호선
- 국도 제20호선

### 기타 교통 노선
- 고슈 가도
- 나카센도
- 주오 고속버스
- 주오 본선
- 이이다선
- 주오 신칸센